# Антихрист (фильм, 1915)
«Антихрист» — немой художественный фильм Эдварда Пухальского. Вторая серия фильма «Король-герой» (1914). Вышел на экраны 28 июня 1915 года. Фильм не сохранился.

## Сюжет
Сюжет фильма построен на «народных» легендах о Вильгельме II — «антихристе, который пьёт человеческую кровь».

## Прокат
Фильм имел невероятный успех у публики, в особенности в провинции. Так, в Бузулуке он шёл в течение одного дня беспрерывно с 7 утра до 12 ночи.

## Критика
Фильм вызвал резкую критику в свой адрес. Ещё современники (журнал «Вестник кинематографии», 1915, № 111(9), стр. 22) писали:
Лубком и лубком грубым является «Антихрист». Здесь всё поражает необычайной грубостью. Наши враги-немцы изображены в таких чёрных красках, что создаётся неожиданное для автора впечатление: брезгливое чувство к самому автору. Брезгливость эта достигает наибольшей силы, когда видишь сцену изнасилования кронпринцем молодой женщины… Это явная порнография. Это погоня за успехом низменного характера… Фабриковавшие картину «Антихрист», побив все рекорды на известный жанр типа «Ужасы Калиша», прибегли даже к вклейке сцен из старых журналов (парад, лодочные гонки, пожар и пр.) с таким расчётом, чтобы зритель поверил, будто сцены эти снимались специально для упомянутой картины.
С. Гинзбург дал общую характеристику картинам такого рода:
Особая группа военных фильмов была связана с лубками, изображающими немецкие зверства. Действительно, в годы первой мировой войны вступление германской армии в захваченные ею польские города ознаменовалось ужасными зверствами. Однако та грубая тенденциозность, которая отличала лубки этого рода, в сущности, компрометировала подлинный материал действительности, положенный в их основу. Авторам лубков мало было изобразить жестокость германских офицеров и солдат; самих этих офицеров и солдат они показывали как каких-то исчадий ада, потерявших человеческий облик. Тут-то и начиналась неправда, которая заставляла зрителей сомневаться в подлинных фактах насилий и убийств, тем более что из этих фактов отбирались в первую очередь такие, которые были особенно по душе любителям «клубнички». Изнасилования стали чуть ли не центральным материалом в подобных фильмах. Насиловали все чины германской армии, изображённые в фильмах-лубках: начиная с германского кронпринца («Антихрист») и вплоть до последнего солдата («В кровавом зареве войны»). Создавалось впечатление, если верить фильмам, что германская военщина вступила в войну исключительно для того, чтобы иметь возможность насиловать и убивать.